# Книга абака
Книга абака (лат. Liber abaci) — главный труд Фибоначчи (Леонардо Пизанского), посвящённый изложению и пропаганде десятичной арифметики. Книга написана в 1202 г., вторая переработанная редакция — 1228 г., посвящена Майклу Скоту. До наших дней дошла только вторая версия.
Абаком Леонардо Пизанский называл арифметические вычисления.
Леонардо был хорошо знаком (по арабским переводам) с достижениями древних греков и индийцев. Он систематизировал значительную их часть в своей книге. Немаловажно, что книга Фибоначчи была написана простым языком и рассчитана на тех, кто занимается практическим счётом — в первую очередь торговцев. Большое влияние на «Книгу абака» оказала «Книга об алгебре и алмукабале» (араб. كتاب الجبر والمقابلة‎) Абу Камиля.
В сочинении 15 глав (книг).
Книга I вводит арабо-индийские цифры, сразу описывает алгоритм умножения (который в новой системе неизмеримо проще, чем в старой, римской) и показывает, как преобразовать числа из старой системы в новую.
Фибоначчи вводит как самостоятельное число ноль (zero), название которого производит от zephirum, латинской формы «ас-сифр» (пустой).
Книга II содержит многочисленные практические примеры денежных расчётов.
В книге III излагаются разнообразные математические задачи — например, китайская теорема об остатках, совершенные числа, прогрессии и пр.
В книге IV даются методы приближённого вычисления и геометрического построения корней и других иррациональных чисел.
Далее идут разнообразные приложения и решение уравнений. Часть задач — на суммирование рядов. В связи с контролем вычислений по модулю приводятся признаки делимости на 2, 3, 5, 9. Изложена содержательная теория делимости, в том числе наибольший общий делитель и наименьшее общее кратное.
Именно здесь помещена задача о кроликах, приводящая к знаменитому ряду Фибоначчи.
Многие важные задачи впервые известны именно из книги Леонардо; однако даже при изложении классических задач он внёс много нового. Методы решения уравнений часто оригинальные, по существу алгебраические, хотя символика отсутствует. Во многих вопросах Леонардо пошёл дальше китайцев. Фибоначчи — впервые в Европе — свободно обращается с отрицательными числами, толкуя их в индийском стиле, как долг. Самостоятельно открыл несколько численных методов (некоторые из них, впрочем, были известны арабам).
«Книга абака» оказала огромное влияние на распространение математических знаний в Европе, служила учебником, справочником и источником вдохновения европейских учёных. Особенно неоценима её роль в быстром распространении в Европе десятичной системы и индийских цифр.